# サントムーン柿田川
daitobo square サントムーン柿田川（ダイトーボー・スクウェア SUN TO MOON かきたがわ）は、静岡県駿東郡清水町にある郊外型ショッピングセンターである。

## 概要
大東紡織（毛織物メーカー、現：ダイトウボウ）が自社工場跡地（約5万m2）に建てた複合型ショッピングセンター。「ホームアシスト（Home Assist : DIYホームセンター エンチョー）」を核とする。
サントムーンとは“SUN（太陽）とMOON（月）”の意である。オープン当時は、「太陽の国」ゾーン、「月の国」ゾーンの2つから成り立っていた。増築等リニューアル後の現在では「セントラルコート」「太陽の広場」「月の広場」の3つの名称が付けられている。ゾーンによって床の色が違う。全体として太陽の広場は赤、月の広場は青とグレーを基調とした配色。セントラルコートは肌色と黄色と青の床になっており、模様も違う。
閉店したサンテラス駿東（ユニー駿東店）の跡地にサントムーンアネックス（別館）として2008年5月2日にエイデン柿田川店（現・エディオンサントムーン柿田川店）がオープンし、同年9月19日のグランドオープンでは、1階西側に静岡県最大級のユニクロ柿田川店、3階には専門店8店がオープンした。
現在の店舗数は約150店舗（2023年3月24日現在）。ベイドリーム清水がオープンするまでは、Home Assistは県内最大級のホームセンターとなっていた。サントムーンアネックス県内最大級の映画館、シネプラザサントムーンがある。
2020年3月10日に新館「サントムーン オアシス」が開業した。

## 基本情報
- 核店舗、フードコート、シネプラザサントムーン(映画館)などそれぞれ営業時間が異なる。
- 駐車場は各駐車場で時間が異なる。

### 定休日
- 基本的に専門店街は年中無休であるが、年2回ほど施設点検等で休業日を設ける場合があり、その場合は以下の扱いとなる。

1. ショッピングフロアーを休業とし、一部テナントの営業を行う場合がある。
2. 店内全館が休業日となる。

※休業時の扱いは、大抵どちらかになる。詳細は公式サイト等で確認されたい。
過去において『月1回（水曜日）に定休日』を設けることがあった。
現在、施設点検等での休業は、大凡半年に1度程度（２月及び９月が多く、第2水曜日、又は第3水曜日に休業日を設けることが多い）。

## 交通アクセス
バス
- JR三島駅・沼津駅、伊豆箱根鉄道駿豆線三島広小路駅より路線バス。
  - 旧道経由の場合。「伏見南」下車徒歩5分。すぐ近くの交差点を南に行き、運動公園を東に行く。
  - 柿田経由で「西玉川」を通る場合。「西玉川」で下車。近くの交差点に案内看板がある。交差点から西へ行く。
  - 「サントムーン柿田川」経由の場合。建物西側にある「サントムーン柿田川」バス停で下車。
  - 土・日、祝祭日等には、三島駅南口から「サントムーン（直行バス）」のシャトルバスが運行されている。この場合は路線バスとは別に設けられている立体駐車場北側で乗降可能。清水町内の清水町内循環バス停留所でもある。
- JR下土狩駅からは長泉町コミュニティバス南北線。

車
- 東名高速 沼津インターチェンジより沼津ぐるめ街道経由、国道1号に入り箱根方面へ。「柿田川公園」の交差点を北進する。青信号の時間が短いためか、週末等は交通渋滞が発生するので注意が必要。

## 撤退・改装のテナント
- アネックス3Fの子供服屋が退店、代わりにR&K（貴金属販売買い取り）、オン・サファリ（雑貨衣料）、みんなの保険が出店11（2010年7月頃）
- インテレッセ（婦人服）が退店、代わりにつちくらセラビラックス（婦人服）が出店（2009年7月頃）
- casaとSWENの間の元「23区」だった小店舗は長らく空き物件だったが、casaの別館として営業再開（2009年5月頃）
- ネイルサロン・アーンズが退店、代わりにABCチケットが出店（2009年5月頃）
- パティエラ（雑貨）が退店、代わりに、既にサントムーン内に出店していたもなみ（呉服）が移動、元々もなみが出店していた場所はネイルサロン・アーンズが出店した。（2008年5月頃）
- ばそーきや（富士宮やきそば）が退店、碗屋（丼ダイニング）が出店。（2008年8月頃）
- 上海菜館（フード）が退店、代わりにコッコ屋（フード）が出店。（2008年5月頃）
- 日新堂（時計、宝石）が退店、代わりに蘭符屋（アンティーク照明）が出店。（2007年増築時）
- シャレル（アクセサリー・雑貨）が長期改装中だったが、2009年夏までにクエストガールズスペースが出店。
- スルガ銀行清水町支店
  - 現在スポーツジムが入居している建物で営業していた。1997年のサントムーン新規開店時に同施設内に移転した。
- お魚屋さんの回転寿司
  - スルガ銀行が退去した後の建物に入店した。2007年のサントムーン改装工事が始まる前には退店しており、改装工事中は清水建設の現場事務所として使われ、サントムーン改装工事終了後にはスポーツジムが入居した。
- ジャンボエンチョー三島店
  - 現在のニトリ三島店とツタヤ三島店の建物で営業していた。1997年のサントムーン新規開店時に、現在のフードコートのあたりに移転すると同時に店舗名をホームアシストに変更した。
- 柿田川パークレーンズ（ボウリング場=2F）。2015年5月閉鎖。運営会社である（株）フジスポーツ（御殿場市東田中）が事実上倒産したことで閉鎖[1]したが、（株）N＆K（山梨県都留市）が運営を引き継ぎ2015年12月5日にリニューアルオープン[2]。

## 2007年の増築、増床
サントムーンの所有者である大東紡織は、2005年度にサントムーン北側に隣接する土地約6万600m2をソニー沼津（株）から35.5億円で取得した。同年度中に、取得した土地の北東部分、約1万9,900m2を大和ハウス工業に16.6億円で譲渡した。大和ハウスは取得した土地を75区画の戸建て分譲地フローラルアベニュー柿田川として開発・販売。それに伴いバス停「大東紡前」は「フローラルアベニュー柿田川」に改称された。
2007年7月、立体駐車場がオープンし、9月には先述のHome Assistが北側に増床移転、一部テナント（HACドラッグ）も移動。11月に移転前のHome Assistがあった場所に、新たな専門店街がオープンした。子育て支援センターもオープンした。また、ユニー・サンテラス駿東閉店に伴い、テナントのサントムーンへの移転も行われている。1Fのホビー&クラフトとシーベレットがサントムーン専門店街にもオープンし、ユニー閉店まではサントムーンとサンテラス駿東の両方に存在した。3Fの旅行代理店（株式会社ツーリストサービス）が2007年12月1日にサントムーンシネマ館に移転した。幼児教室（ドラキッズ）もユニー閉店前にサントムーンに移転した。

## 2020年の増築、増床 第四期開発 新館「サントムーン オアシス」
ダイトウボウ株式会社は、2018年3月28日に2018年4月からcasaやSWENがあった場所に3階建て新棟を増築する計画を発表した。同時に現在営業中の本館とアネックス館を新館と結び相互が行き来できる連絡橋も新設し新たな立体駐車場も新設されることになった。
まず営業中のcasa駿東店とSWEN三島店を2018年9月2日に閉店し、2018年10月11日にcasa駿東店はホームアシスト内の自転車売場のあった付近を改築しリフレッシュオープンした。SWEN三島店はホームアシストの駐車場に新設しリフレッシュオープンをした。
2019年7月24日のプレスリリースにて2019年9月頃に新館と立体駐車場と連絡橋が竣工し、オープンは、2020年3月中旬と発表された。
|              | オアシス開業前 | オアシス開業後 |
| ------------ | -------------- | -------------- |
| 敷地面積     | 約108,325m²    | 約108.325m²    |
| 延床面積     | 約97,230m²     | 約118,993m²    |
| テナント面積 | 約59,007m²     | 約65,973m²     |
| 駐車台数     | 2,803台        | 3,243台        |
| 店舗数       | 129店舗        | 160店舗        |